# Rozvodna Chotějovice
Rozvodna Chotějovice (zkratkou CHT) se nachází na území obce Světec v okrese Teplice v Ústeckém kraji, asi pět kilometrů severovýchodně od Bíliny. Rozvodna má úrovně napětí 400 kV, 220 kV a 110 kV, provozovatelem částí 400 a 220 kV je ČEPS a části 110 kV ČEZ. Do rozvodny je přiváděna elektřina z elektrárny Ledvice. 

## Historie
Rozvodna byla založena v roce 1965 v souvislosti s výstavbou elektrárny Ledvice. Ve stejném roce byla postavena dvě vedení 220 kV, jedno do Bezděčína a druhé do Výškova.
V roce 2009 bylo zrušeno vedení 220 kV z odstaveného bloku č. 1 v ledvické elektrárně. V roce 2011 byla postavena nová zapouzdřená rozvodna 420 kV a postaveno vedení 400 kV z nového bloku v Ledvicích. Také bylo postaveno nové dvojité vedení do Výškova.

## Popis
Rozvodna je provozována v napěťových hodnotách 400 kV, 220 kV a 110 kV. Napěťovou hladinou 220 kV jsou spojeny rozvodny Bezděčín a Výškov. Hladinou 400 kV jsou pak spojena rozvodna Výškov. Na této hodnotě je také přiváděn výkon z tepelné elektrárny Ledvice.
Transformace 400/110 kV je zajištěna třífázovým transformátorem, pro transformaci 220/110 kV slouží dva třífázové transformátory.

### Vedení
Do rozvodny jsou zaústěna následující vedení:
- Vedení 400 kV – ZVN – zvláště vysoké napětí
  - Dvojité vedení V480/V211 Chotějovice–Výškov
  - Jednoduché vedení V016 ELED II – Chotějovice
- Vedení 220 kV – VVN – velmi vysoké napětí 
  - Dvojité vedení V480/V211 Chotějovice–Výškov
  - Jednoduché vedení V210 Chotějovice–Bezděčín

### Bývalá vedení 220 kV
- Jednoduché vedení V016 ELED I – Chotějovice (bývalé vedení 220 kV)